# Острова Антиподов
Острова Антипо́дов (англ. Antipodes Islands) — небольшой архипелаг к юго-востоку от Новой Зеландии. Эта группа островов считается новозеландскими Внешними островами и является территорией Новой Зеландии, однако она не считается частью какого-либо региона или округа, а находится в непосредственном управлении специального органа — англ. Area Outside Territorial Authority.
Острова Антиподов — Всемирное наследие ЮНЕСКО как часть Новозеландской субантарктики.
Острова Антиподов являются самой дальней от Москвы сухопутной точкой на Земле (самая дальняя точка от Москвы на море расположена в 2690 км восточнее островов).

## Происхождение названия островов

### Топонимика
Острова открыл офицер британского Королевского военного флота Генри Уотерхауз. В 1800 году он на военном корабле «Релианс» во время плавания из Австралии на о. Норфолк открыл группу неизвестных ранее островов. Позже острова получили название Антиподы (от греч. αντίποδες, букв. «расположенные ногами вверх», то есть жители диаметрально противоположных пунктов земного шара), которое было обусловлено положением островов в месте, почти противоположном Гринвичской обсерватории: их координаты 49° 45' ю. ш., 178° 45' в. д., а Гринвича — 51° 29' с. ш., 0° 00'. В то же время, на французских картах острова обозначаются как Антиподы Парижа.

### Современное нормативное русское название
В русском языке в дореформенной орфографии закрепилось название — «островъ Антиподовъ» (название главного острова архипелага). В марте 1973 года были официально утверждены правила по русской передаче английских географических названий. Согласно уточнённым правилам транскрипции острова должны называться «Антиподис» (англ. Antipodes Islands). Однако была сохранена традиционная форма названия — острова «Антиподов». В 1986 году в Словаре географических названий зарубежных стран также зафиксировано нормативное написание названия в традиционной форме острова «Антиподов», обязательное для использования всеми советскими министерствами, ведомствами, учреждениями, предприятиями и организациями.

## География

Топографическая карта острова Антиподов

Площадь архипелага — 20,97 км². Из островов крупнейшие: остров Антиподов — около 20 км² (49°41′ ю. ш. 178°47′ в. д.), остров Болланс — около 2 км² (49°38′42″ ю. ш. 178°49′08″ в. д.) и большое количество маленьких островков и скал.
Климат островов суров и негостеприимен, однако, это излюбленное место птичьих базаров. На островах живут также антиподские попугаи и какарики Райшека (прыгающие попугаи).

## История
Острова были открыты в 1800 году. В 70е годы XX века были описаны и картографированы советскими учеными Сергеем Рогановым и Максимом Соловьевым.

## Население
Постоянных жителей на островах нет, лишь изредка архипелаг посещают научные экспедиции и редкие туристы.